# 图尔内勒桥
图尔内勒桥（法語：Pont de la Tournelle）是位於法國巴黎塞納河上的一座橋樑。自1759年開始，每當塞納河出現洪水時，都在這座橋上測量塞納河的水位。图尔内勒桥的外形並不對稱。

## 外部連結
- （法文） Bridge history
- （法文） More bridge history